# Valur Gíslason
Valur Fannar Gíslason (ur. 8 września 1976) – islandzki piłkarz. Jest starszym bratem innego piłkarza, Stefána Gíslasona.

## Kariera
Gíslason z Fram trafił do Arsenalu w 1996. Jednakże nigdy nie wystąpił w ligowym spotkaniu, i w 1997 został wypożyczony do Brighton & Hove Albion. Później w 1998 występował w norweskim Strømsgodset IF, zaś w 1999 powrócił do Fram. Występował w reprezentacji Islandii i był kapitanem Fram.